# أسامة قشوع
أسامة قشوع (مواليد 3 أغسطس 1981) هو ناشط فلسطيني في مجال حقوق الإنسان، ومخرج أفلام، ورجل أعمال. فر من فلسطين كلاجئ إلى المملكة المتحدة في عام 2003. انتقل من صناعة الأفلام إلى مشاركته في مطاعم هبة، وأنشأ شركة غزة كولا في عام 2023 كمصدر دخل لدعم الفلسطينيين في غزة المتضررين من حرب غزة . أسس "بيت فلسطين"، وهو مركز ثقافي مقره لندن فوق هبة إكسبريس، في عام 2024. يؤيد إقامة الدولة الفلسطينية بالطرق السلمية.

## حياته العلمية
درس أسامة قشوع الهندسة في الفترة ما بين عامي 2000 و2003 في جامعة النجاح الوطنية في نابلس بالضفة الغربية، وخلال تلك الفترة اندلعت الانتفاضة الثانية؛ ولم يُسمح لأحد بمغادرة قريته في شمال الضفة الغربية، مما أوقف خطط تخرجه. قال قشوع إنه عثر على كاميرا فيديو معطلة في مكب النفايات المحيط بقريته، فملأها بالحجارة، واستخدمها ليتظاهر بأنه إيطالي يدعى لورينزو، ويصور صحفياً يابانياً تعرض لهجوم من قبل جنود الاحتلال، مما دفعهم إلى إطلاق سراح الصحفي، والحصول منهم على كاميرا عاملة كعربون امتنان.
في عام 2003، اضطر أسامة إلى الفرار من فلسطين بعد تنظيم مظاهرات سلمية ضد الجدار العازل، الذي أطلق عليه اسم "جدار الفصل العنصري"، الذي بنته إسرائيل داخل الضفة الغربية؛ وصل إلى المملكة المتحدة كلاجئ. تم تنظيم رحلته الآمنة إلى المملكة المتحدة من قبل ديك فونتين، رئيس قسم الأفلام الوثائقية في المدرسة الوطنية للسينما والتلفزيون. قال إنه كذب عندما قال إنه بريطاني وأن والديه أثرياء حتى يتمكن من الدخول. أثناء إقامته هناك من عام 2004 إلى عام 2005، صنع عددًا من الأفلام الوثائقية القصيرة؛ وأخرج فيلم " شجرة الزيتون الخاصة بي " الذي أقنع مؤتمر النقابات العمالية جزئيًا بتنظيم مرور زيت الزيتون الفلسطيني إلى أوروبا، متجاوزًا إسرائيل.

## حياته المهنية
فازت ثلاثيته " رحلة فلسطينية " بجائزة أفق الجزيرة الجديد لعام 2006. كتب مقال رأي في صحيفة الغارديان في عام 2008 بعنوان "الترهيب لن يوقف قواربنا عن الإبحار إلى غزة". في عام 2010، ساعد قشوع في تنظيم أسطول الحرية لغزة، على متن السفينة التركية مافي مرمرة. قُتل تسعة ركاب على متن سفينة مافي مرمرة برصاص جنود إسرائيليين في المياه الدولية. كان قشوع واحدًا من 682 معتقلاً تم اقتيادهم إلى الحجز الإسرائيلي بعد أن هاجمت إسرائيل القارب؛ وفقد حينها مصوره ومعدات التصوير الخاصة به. تعرض للتعذيب أثناء احتجازه، ثم تم ترحيله إلى تركيا بعد أن بدأت عائلته إضرابًا عن الطعام بسبب نقص المعلومات المتعلقة بمكان وجوده.
استقر في المملكة المتحدة، وعاد "بلا مأوى، بلا شيء". وجد صعوبة في كسب لقمة العيش من صناعة الأفلام على الرغم من استمراره في نشاطه، فشارك قشوع في تأسيس مطعم فلسطيني يدعى هبة إكسبريس في هاي هولبورن، لندن، في عام 2012.
في منتصف عام 2024، أطلق قشوع حملة تمويل جماعي بقيمة 300 ألف جنيه إسترليني لتمويل تطوير وإكمال بيت فلسطين، وهو مركز مكون من خمسة طوابق يحتفل بالثقافة الفلسطينية ويقع في موقع مدرسة لغات سابقة في 113 هاي هولبورن، لندن، فوق مطعمه، هبة إكسبريس. وقد ذكر أنه رفض بعض التمويل من مؤسسات أكبر، خوفًا من أنها "ستؤثر أو تتحكم في سردية الفضاء".
في تشرين الثاني/نوفمبر 2023، خطرت لدى قشوع فكرة شركة "غزة كولا"، بديل لشركة كوكا كولا، التي تدير منشآت في مستوطنة عطروت الصناعية الإسرائيلية. أطلقها في أغسطس 2024 في محاولة لتمويل إعادة بناء مستشفى الكرامة الذي لم يعد يعمل في شمال غزة، والذي وصفه بأنه "تحول إلى أنقاض دون سبب وجيه، مثل كل هذه المستشفيات في غزة". وقال قشوع إنه اختار هذا المستشفى على وجه التحديد بسبب صغر حجمه وبالتالي انخفاض المبلغ المطلوب لتمويل إعادة بنائه نسبيًا. صرح قشوع أن المشروب كان بمثابة "رسالة موجهة إلى جميع هذه الشركات التي تستثمر في التجارة المسلحة. لطرح سؤال الكرامة عليهم. هل ترون ما تفعله أموالكم؟ إنها تُلحق الضرر. إنها تُدمر المنازل وبيئتنا،عليهم أن يستيقظوا ويدركوا أن أموالهم وجشعهم يتسببان في إبادة جماعية لنا." وبسبب السياسة التي تقف وراء المشروب، لم يكن من الممكن بيعه في المتاجر الكبيرة، لذا أقنع قشوع مطعم هبة إكسبرس ومطاعم فلسطينية أخرى ببيعه. وقالت شركة قشوع إن مبيعات المشروب ستتجاوز 500 ألف وحدة بحلول نهاية عام 2024.

## حياته الشخصية
لدى أسامة قشوع ابن بالتبني في الضفة الغربية، أصيب برصاصة في الرأس في يونيو/حزيران الماضي. اعتبارًا من نوفمبر 2024 ، مكان تواجد هذا الشاب البالغ من العمر 17 عامًا غير معروف.

## فيلموغرافيا
- داخل وخارج (2004).[10]
- شجرة الزيتون العزيزة (2004)، تم إنشاؤه في المدرسة الوطنية للسينما والتلفزيون [11]
- لا يوجد أساس للاختيار (2005).[10]
- صويا بالستينو (2007).[12][13]
- غرفة سمير (2011).[14] تم تصويره في سوريا والقدس، مستوحى من قضية الاحتلال غير القانوني لمنازل العائلات في القدس الشرقية.